# Ehinger Ried

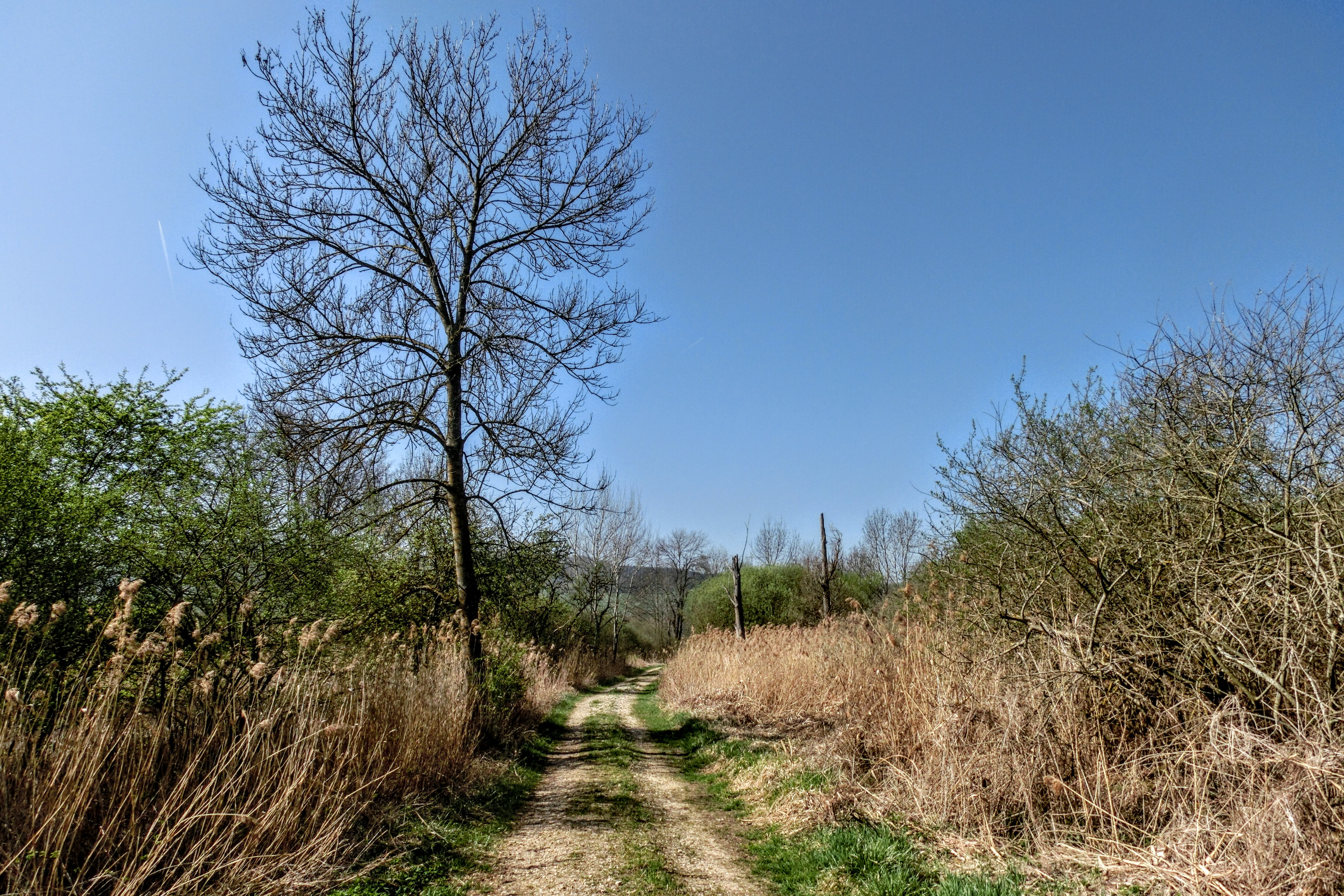
Im Ehinger Ried

Das Gebiet Ehinger Ried ist ein mit Verordnung vom 29. April 1985 ausgewiesenes Naturschutzgebiet (NSG-Nummer 3.143) im baden-württembergischen Landkreis Konstanz in Deutschland.

## Lage
Das rund 21 Hektar große Naturschutzgebiet Ehinger Ried gehört naturräumlich zum Hegau. Es liegt auf der Gemarkung Ehingen im Gebiet der Gemeinde Mühlhausen-Ehingen auf einer durchschnittlichen Höhe von 460 m ü. NHN.

## Schutzzweck
Wesentlicher Schutzzweck ist „die Erhaltung eines durch Flurbereinigung aufgewerteten Feuchtgebiets als Lebensraum für eine Vielzahl seltener und gefährdeter Tier- und Pflanzengemeinschaften sowie Forschungs- und Demonstrationsobjekt für die Wissenschaft.“

## Biotoptypen
Folgende Biotoptypen sind im Ehinger Ried bezeichnet:
- 12.60 – Graben
- 13.91 – Naturferner Bereich eines Sees, Weihers oder Teichs
- 32.22 – Davallseggen-Ried
- 33.10 – Pfeifengras-Streuwiese
- 33.21 – Nasswiese basenreicher Standorte der Tieflagen
- 33.41 – Fettwiese mittlerer Standorte
- 33.62 – Rotationsgrünland oder Grünlandansaat
- 34.51 – Ufer-Schilfröhricht
- 34.60 – Großseggen-Ried
- 34.62 – Sumpfseggen-Ried
- 34.63 – Schlankseggen-Ried
- 34.65 – Schnabelseggen-Ried
- 34.67 – Rispenseggen-Ried
- 34.69 – Sonstiges Großseggen-Ried
- 35.11 – Nitrophytische Saumvegetation
- 35.33 – Mädesüß-Bestand
- 42.31 – Grauweiden- und Ohrweiden-Feuchtgebüsch
- 60.00 – Biotoptypen der Siedlungs- und Infrastrukturflächen

## Flora und Fauna
Folgende, seltene und teils vom Aussterben bedrohte Arten (Auswahl) sind im Naturschutzgebiet Ehinger Ried beschrieben:

### Flora
| - Amaryllisgewächse - Wohlriechender Lauch (Allium suaveolens) - Binsengewächse - Stumpfblütige Binse (Juncus subnodulosus) - Doldenblütler - Kümmelblättrige Silge (Selinum carvifolia) - Dreizackgewächse - Sumpf-Dreizack (Triglochin palustris) - Glockenblumengewächse - Kugelige Teufelskralle (Phyteuma orbiculare) - Hahnenfußgewächse - Trollblume (Trollius europaeus) - Hülsenfrüchtler - Erdbeer-Klee (Trifolium fragiferum) - Korbblütler - Färber-Scharte (Serratula tinctoria), Knollige Kratzdistel (Cirsium tuberosum) und Spatelblättriges Aschenkraut (Tephroseris helenitis) - Nelkengewächse - Pracht-Nelke (Dianthus superbus) | - Orchideen - Breitblättriges Knabenkraut (Dactylorhiza majalis), Fleischfarbenes Knabenkraut (Dactylorhiza incarnata), Großes Zweiblatt (Listera ovata), Helm-Knabenkraut (Orchis militaris), Kleines Knabenkraut (Anacamptis morio), Mücken-Händelwurz (Gymnadenia conopsea) und Sumpf-Stendelwurz (Epipactis palustris) - Primelgewächse - Mehlprimel (Primula farinosa) - Sauergrasgewächse - Breitblättriges Wollgras (Eriophorum latifolium), Entferntährige Segge (Carex distans), Floh-Segge (Carex pulicaris) und Davalls Segge (Carex davalliana) - Schwertliliengewächse - Sibirische Schwertlilie (Iris sibirica) - Spindelbaumgewächse - Sumpf-Herzblatt (Parnassia palustris) - Wasserschlauchgewächse - Gewöhnlicher Wasserschlauch (Utricularia vulgaris) |

### Fauna
- Amphibien
  - Bergmolch (Ichthyosaura alpestris), Erdkröte (Bufo bufo), Europäischer Laubfrosch (Hyla arborea), Grasfrosch (Rana temporaria) und Nördlicher Kammmolch (Triturus cristatus)

- Vögel
  - Braunkehlchen (Saxicola rubetra), Dorngrasmücke (Sylvia communis), Pirol (Oriolus oriolus), Schwarzkehlchen (Saxicola rubicola) und Uferschwalbe (Riparia riparia)

## Zusammenhang mit anderen Schutzgebieten

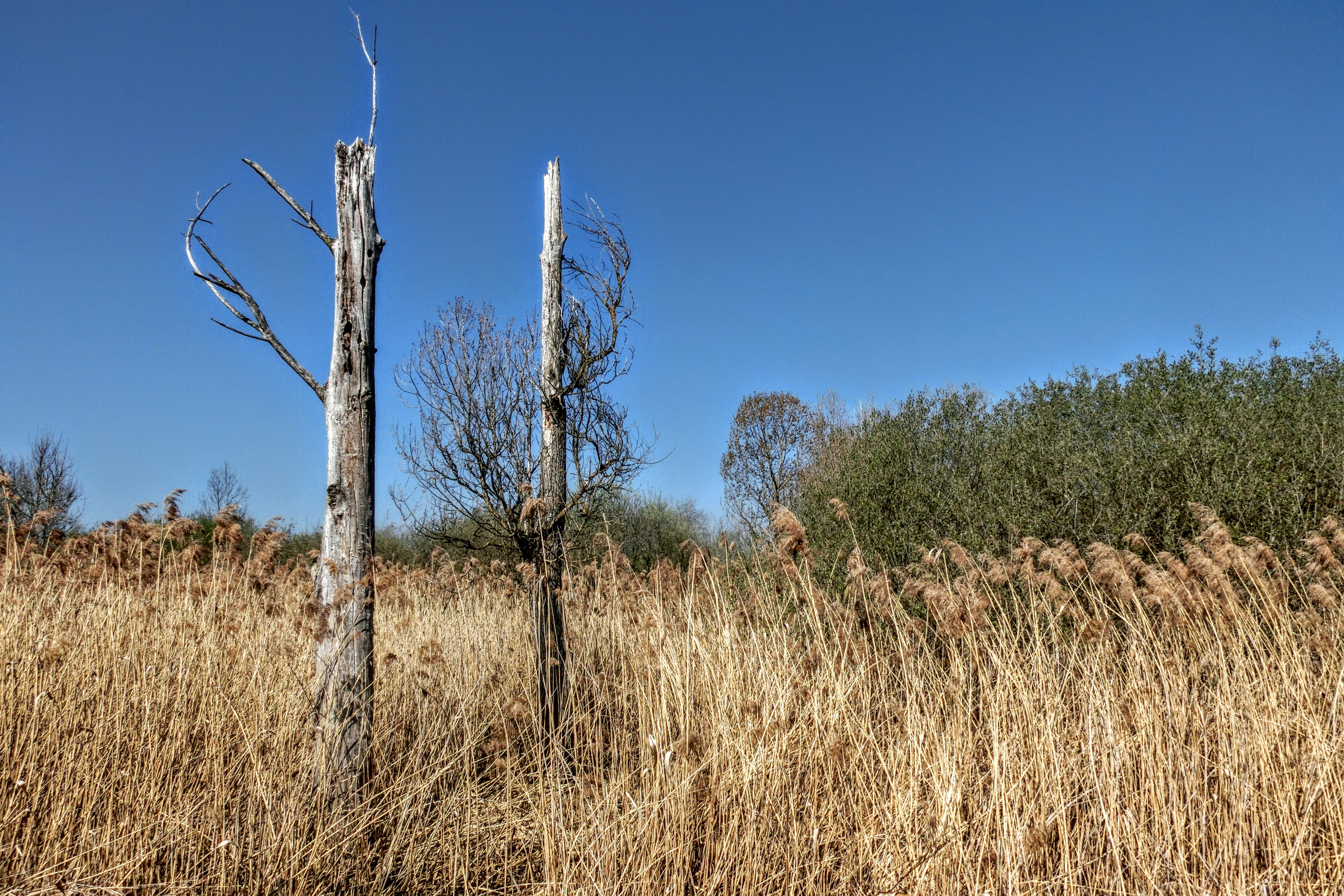
Totholz im Ehinger Ried

Aktuell ist mit dem Naturschutzgebiet Ehinger Ried kein zusammenhängendes Schutzgebiet ausgewiesen. (Stand: März 2017)